# Brusnengo
Brusnengo (piemontiul: Brusnengh vagy Basnengh) település Olaszországban, Piemont régióban, Biella megyében. Lakosainak száma 1955 fő (2023. január 1.). Brusnengo Curino, Masserano, Roasio és Rovasenda községekkel határos.

## Népesség
A település népességének változása:
| Lakosok száma | 2071 | 2036 | 1955 |
|               | 2017 | 2018 | 2023 |